# Jo'av Kiš
Jo'av Kiš hebrejsky יואב קיש (narozen 6. prosince 1968 Tel Aviv), je izraelský politik; poslanec Knesetu za stranu Likud. Byl ministrem regionální spolupráce (2022–2023) a ministrem školství (2022–).

## Biografie
Je ženatý, má tři děti. Sloužil v izraelské armádě jako pilot, později pracoval jako civilní pilot ve společnosti El Al. Vláda Benjamina Netanjahua ho jmenovala zástupcem veřejnosti ve Výboru pro rovné sdílení břemene. Neúspěšně kandidoval za Likud ve volbách v roce 2013. Před primárkami uvažoval, že bude kandidovat proti Netanjahuovi na post předsedy Likudu, ale pak svůj úmysl stáhl.
Ve volbách v roce 2015 byl zvolen do Knesetu za stranu Likud. Při nástupu do Knesetu se musel vzdát britského občanství (stát Izrael umožňuje dvojí občanství, ale poslanci parlamentu smí být držiteli pouze izraelského občanství).
Je vnukem Fredericka Kische, sionistického aktivisty a důstojníka britské armády; nejvýše postaveného Žida v britské armádě.